# Prima Lega Promotion 2013-2014
La Prima Lega Promotion 2013-2014 è la 117ª edizione del terzo livello del calcio svizzero e la 2ª edizione dopo la riforma che ha ridotto la categoria ad un solo girone.

## Classifica finale
|  | Pos. | Squadra          | Pt      | G  | V  | N  | P  | GF | GS | DR  |
|  | ---- | ---------------- | ------- | -- | -- | -- | -- | -- | -- | --- |
|  | 1.   | Le Mont          | 53      | 28 | 16 | 5  | 7  | 49 | 36 | +13 |
|  | 2.   | YF Juventus      | 49      | 28 | 15 | 4  | 9  | 54 | 33 | +19 |
|  | 3.   | Étoile Carouge   | 49      | 28 | 15 | 4  | 9  | 71 | 54 | +17 |
|  | 4.   | Köniz            | 49      | 28 | 13 | 10 | 5  | 48 | 31 | +17 |
|  | 5.   | Tuggen           | 46      | 28 | 14 | 4  | 10 | 63 | 52 | +11 |
|  | 6.   | Delémont         | 41      | 28 | 12 | 5  | 11 | 40 | 43 | -3  |
|  | 7.   | Zurigo II        | 40      | 28 | 11 | 7  | 10 | 38 | 39 | -1  |
|  | 8.   | Basilea II       | 37      | 28 | 10 | 7  | 11 | 38 | 41 | -3  |
|  | 9.   | Sion II          | 37      | 28 | 11 | 4  | 13 | 45 | 52 | -7  |
|  | 10.  | Brühl            | 36      | 28 | 10 | 6  | 12 | 35 | 45 | -10 |
|  | 11.  | Stade Nyonnais   | 35      | 28 | 10 | 5  | 13 | 36 | 48 | -12 |
|  | 12.  | Breitenrain      | 34      | 28 | 9  | 7  | 12 | 41 | 40 | +1  |
|  | 13.  | Old Boys Basilea | 30      | 28 | 9  | 3  | 16 | 50 | 55 | -5  |
|  | 14.  | San Gallo II     | 25      | 28 | 5  | 10 | 13 | 28 | 43 | -15 |
|  | 15.  | Kriens           | 25      | 28 | 6  | 7  | 15 | 38 | 62 | -24 |
|  | ---  | Bellinzona       | Escluso |    |    |    |    |    |    |     |

Legenda:

      Promosso in Challenge League 2014-2015.
      Retrocesso in 1ª Lega 2014-2015.

Note:

Tre punti a vittoria, uno a pareggio, zero a sconfitta.

## Classifica marcatori
| Gol |  |  | Giocatore                  | Squadra          |
| --- |  |  | -------------------------- | ---------------- |
| 17  |  |  | Mychell Ruan Da Silva      | YF Juventus      |
| 14  |  |  | Sid-Ahmed Bouziane         | Köniz            |
| 12  |  |  | Vilson Doda                | YF Juventus      |
| 12  |  |  | Alexandre Valente-Malafaia | Étoile Carouge   |
| 11  |  |  | Abdul Carrupt              | Étoile Carouge   |
| 11  |  |  | Florian Müller             | Old Boys Basilea |
| 9   |  |  | Onur Akbulut               | Old Boys Basilea |
| 9   |  |  | Labinot Sheholli           | Breitenrain      |
| 8   |  |  | Egzon Sabani               | Brühl            |
| 8   |  |  | Wellington Dos Santos      | Köniz            |
| 8   |  |  | Ebenezer Assifuah          | Sion II          |

### Evoluzione futura
A giugno 2014 vennero proposte nuove modifiche al regolamento che prevedeva un ampliamento della Promotion League da 16 a 18 squadre. Decisione in seguito rigettata durante l'assemblea della Prima Lega.